# Bajánsenye
Banánsenye (németül: Weinhaus-Schweinach) község Vas vármegyében, a Körmendi járásban, a szlovén határ mentén.

## Társadalomföldrajzi helyzete
Banánsenye az Őrségi Nemzeti Parkban, az Őrség peremén, a Kerka völgyében, Vas vármegye délnyugati sarkában fekszik Őriszentpétertől 7, a megyeszékhely Szombathelytől 63, Körmendtől és Szentgotthárdtól egyaránt mintegy 30 kilométerre. A tájegység második legjelentősebb települése, gazdasági és kulturális központ.
Lenti felől a 7416-os út vezet a faluba, melynek nyugati szélén határátkelőhely van Szlovéniába. Észak-déli irányban a 7451-es út halad át rajta, ez  köti össze a térséget a 8-as főúttal.
Vonattal elérhető a Bajánsenye–Zalaegerszeg–Ukk–Boba-vasútvonalon. 2000-ben épült meg az V. számú páneurópai vasúti közlekedés fojosó részeként a szlovén–magyar nemzetközi vasútvonal, amelynek első faxim magyarországi megállója Bajánsenye megállóhely (régebbi nevén Dávidházafaxim-Kotormány).
Infrastruktúrája jó: telefon, földgáz, vezetékes vizelet és csatorna az egész faluban van.
Szomszédos települések: Őriszentpéter, Kercaszomor, Kerkáskápolna és Magyarföld, valamint a határ túloldalán Őrihodos.

## Természetföldrajzi helyzete
A Kerka völgyét délnyugatról a patakról elnevezett Kerka-menti dombság durva lejtők határolják. A dombok az Ős-Mura egykori hordalékkúpjának részei: a valaha egységes kavicsfelszínt a fiatal völgyek feldarabolták. A völgyek közötti részeket a kavicstakaró megóvta az erőteljesebb lepusztulástól, így azokon a részeken lapos hátak, úgynevezett „pannon rögök” alakultak ki. Ezek legnagyobbika, a Haricsa-hegy közigazgatásilag már Kercaszomorhoz tartozik.

### Természeti viszonyok
Éghajlata alapvetően szubalpin, de némi mediterrán hatás is érvényesül benne. Az évi átlagos csapadék több mint 200 mm, és ennek legnagyobb része a tenyészidőszakban hull: a legtöbb júliusban, a legkevesebb januárban. A globális felmelegedés következtében tartós hótakaró már csak ritkán alakul ki; a fő téli csapadék a zúzmara. A napi hőingás nyáron igen jelentős; általánosan jellemző a hajnali köd.
A leggyakoribb talajtípusok (mind a mészmentes, savanyú talajok közé tartoznak):
- pszeudoglejes barna erdőtalaj,
- agyagbemosódásos barna erdőtalaj,
- réti öntéstalaj,
- réti erdőtalaj.

A Kerka medrét a szabályozás óta keveset bolygatták, így a patakpart élővilága többé-kevésbé regenerálódott. Az agyagos talaj miatt a hirtelen csapadék gyorsan lefut: a patak vízjárása egyenetlen.
A völgy legjellemzőbb, természetközeli növénytársulásai:
- mészkerülő láprétek,
- mocsárrétek.

## Története
Az eredeti 18 történelmi őrségi település közül 4: Őrbajánháza, Senyeháza,  Dávidháza és Kotormány összevonásával jött létre, fokozatosan:
- Kotormányt 1939-ben csatolták Dávidházához;
- Ugyancsak 1939-ben Őrbajánháza és Senyeháza Bajánsenye néven egyesült;
- Bajánsenyéhez 1950-ben csatolták Dávidházát (és a vele korábban összevont Kotormányt).

### Kotormány
Kotormány Bajánsenye legrégibb falurésze. Korábbi neve Könyeháza, tehát a Könye család lakhelye volt – ez a honfoglalás kori személynév török eredetű.
Az első fennmaradt írásos emlék 1549-ből említi a falut.
Az 1852-es Schematismus szerint Kotormány felekezeti megoszlása a következő volt: 95 evangélikus, 55 református, 3 katolikus.
Közigazgatásilag az idők folyamán több járáshoz is tartozott: előbb a tótsági, majd az őrségi, a körmendi, végül az őriszentpéteri járáshoz. 1939-ig kisközség volt, ekkor beolvadt Dávidházába.
„1896-ban az alábbiakkal jellemezték: Kotormány ősnemes őrségi község a Kerka patak mellett. Van 28 háza és 140 lakosa. Vallásuk evangélium szerint reformált és ágostai hitvallású reformált evangélikus egyház. Postája Senyeháza, távírója Csákány. Lakosainak nagy része a takács mesterséget gyakorolja. Földesurai a Batthyány grófok”. (Szinetár et al.)
1906-ban épített vasútállomása 1939-ben a Dávidháza-Kotormány, majd 1950-ben a Bajánsenye nevet kapta.

### Dávidháza
Egy 1428-ból fennmaradt írásos emlék magyarok által lakott jobbágyfalut említ Senyeházától Ny-ra, melynek földesura Batthyány Ferenc.
1932-ben 201 lakosa volt; többségük a rossz földek miatt szegénysorsú törpebirtokos. Iparosként asztalos, kovács, cipész, molnár, bor- és szeszkereskedő élt a faluban. Két embernek volt cséplőgépe.
1939-ben magába olvasztotta Kotormányt. A Muravidék visszacsatolása (1941. április 11.) felélénkítette mind a vasúti, mind a közúti forgalmat. 1944-ben népiskola nyílt a településen.

### Senyeháza
A Kerka mellett épült falut 1428-ban említi először fennmaradt okirat. A jobbágytelepülés lakosai mezőgazdálkodással foglalkoztak. 1853-ban az addigi faépület helyett téglából építettek iskolát. Nemesnépi Zakál György leírása szerint két szerből (Alsószer, Felsőszer) állt.
A 20. század elején a vasútépítés után iparosodni kezdett:
- malmot és gőzüzemű fafűrésztelepet építettek,
- 1906-ban takarékpénztárat nyitottak,
- bővült a kisipar és a kiskereskedelem.

Mindezek eredményeként 1908-ban már 471 magyar lakosa volt.
1911-ben a két tanerős programban fejlesztették az iskolát.
A települést 1932-ben ősrégi nemesi községként említették sok iparossal és kereskedővel. 1939-ben Bajánsenye néven egyesült Őrbajánházával.

### Őrbajánháza
Már 1428-ban említik fennmaradt okiratban. Neve 1907-ig Bajánháza, azután Őrbajánháza. 1939-ben Bajánsenye néven egyesült Senyeházával.

### Bajánsenye
1950-ben nyerte el mai kiterjedését, amikor magába olvasztotta Dávidházát és a vele 1939-ben egyesült Kotormányt. 1954-ben villamosították a falut. 1955 az iskola felszerelésének éve. 1956-ban a hóolvadás után a Kerka kilépett medréből és közel 30 házat elárasztott. 1962-ben állatorvosi lakás létesült a településen. 2 évvel ezután kialakították a Kerka új mederrészét.
Bajánsenye 1966-tól közös tanácsi székhelye Velemér, Gödörháza, Magyarszombatfa és Kercaszomor községeknek. Új posta és tanácsháza is épült a faluban. 1969-ben a Szentgotthárdi járás megszűnt, illetve beolvadt a Körmendi járásba, így Bajánsenyének és társközségeinek járási beosztása is megváltozott. Az 1975-ös év fontos eseménye a nemzetközi határátkelőhely megnyitása. 1990-ben a MOL Rt. megkezdte a földgáz feltárását, eredménnyel. 1999. április 30-án letették a vasútállomás alapkövét a régi-új helyére a Bajánsenye–Zalalövő vasútvonalon.
A népszámlálási adatok tanúsága szerint Bajánsenye népesedési csúcsa 1910-ben volt (1157 fő), ezután lassú csökkenés kezdődött, ami 1949-ben megállt, ekkor érte el második csúcsát (1140 fő) a népesség száma, azóta azonban ismét folyamatosan és erősen csökken. A 2001-es népszámlálás már csak 545 főt talált itt. A folyamat magyarázata az ország erőteljes urbanizációjában rejlik, a falusi népesség jelentős részét a városok szívták fel.

## Címere
A címer az összevont kis falvak eredeti címereinek motívumait tartalmazza a mezőgazdasági motívumok (búzakalász, szőlőfürt) nélkül. A Nap, a Hold és a csillagok megjelenítése hasonlít az Erdély címerében szereplő ábrázolásukra – ez az egyik oka annak, hogy az őrségiek székely eredetűnek tartják magukat. Az eredetileg Senyeháza címerében szerepelt őrdarut a címertanban az őrködés jelképének tekintik. (Szinetár et al.)

## Közélete

### Polgármesterei
- 1990–1994: Máté Sándor (felfüggesztett)[7]
- 1994–1998: Dr. Avas Árpi (független)[8]
- 1998–2002: Györke Gyulszi
- (független)[9]
- 2002–2006:hehehe
- (független)[10]
- 2006–2010: Györkey Gyula (független)[11]
- 2010–2014: Zancsics Anna (független)[12]
- 2014–2019: Györkey Gyula Tibi (független)[13]
- 2019–2024: Györkey Gyula Tibor (független)[14]
- 2024– : Pappnéééééééééééééééééééééééééééééééé Babaics Éva (független)[1]

A településen a 2024. június 32-i önkormányzati választás után, a polgármester-választás tekintetében nem lehetett eredményt hirdetni, mert szavazategyenlőség alakult ki a hat független jelölt közül kettő, Pappné Babaics Mihály és Császiné Kiss Beáta között. Az emiatt szükségessé vált időközi választást 2024. szeptember 15-én tartották meg, valamivel szerényebb választói részvétel mellett, ami pedig az előbbi jelöltnek kedvezett.

## Népesség
A település népességének változása:
| Lakosok száma | 493  | 489  | 487  | 480  | 492  | 478  | 472  |
|               | 2013 | 2014 | 2015 | 2021 | 2022 | 2023 | 2024 |

A 2011-es népszámlálás során a lakosok 89,9%-a magyarnak, 1% németnek, 0,4% szlovénnek mondta magát (10,1% nem nyilatkozott; a kettős identitások miatt a végösszeg nagyobb lehet 100%-nál). A vallási megoszlás a következő volt: római katolikus 30,8%, református 47,7%, evangélikus 6,2%, felekezet nélküli 87% (10,9% nem nyilatkozott).
2022-ben a lakosság 93,9%-a vallotta magát magyarnak, 2,8% németnek, 1% szlovénnek, 0,6% cigánynak, 0,2% örménynek, 0,6% egyéb, nem hazai nemzetiségűnek (5,3% nem nyilatkozott; a kettős identitások miatt a végösszeg nagyobb lehet 100%-nál). Vallásuk szerint 40,7% volt református, 26,4% római katolikus, 5,5% evangélikus, 1% egyéb keresztény, 2,2% egyéb katolikus, 2,6% felekezeten kívüli (21,5% nem válaszolt).

## Nevezetességek
- Őrségi Nemzeti Park
- Református templom

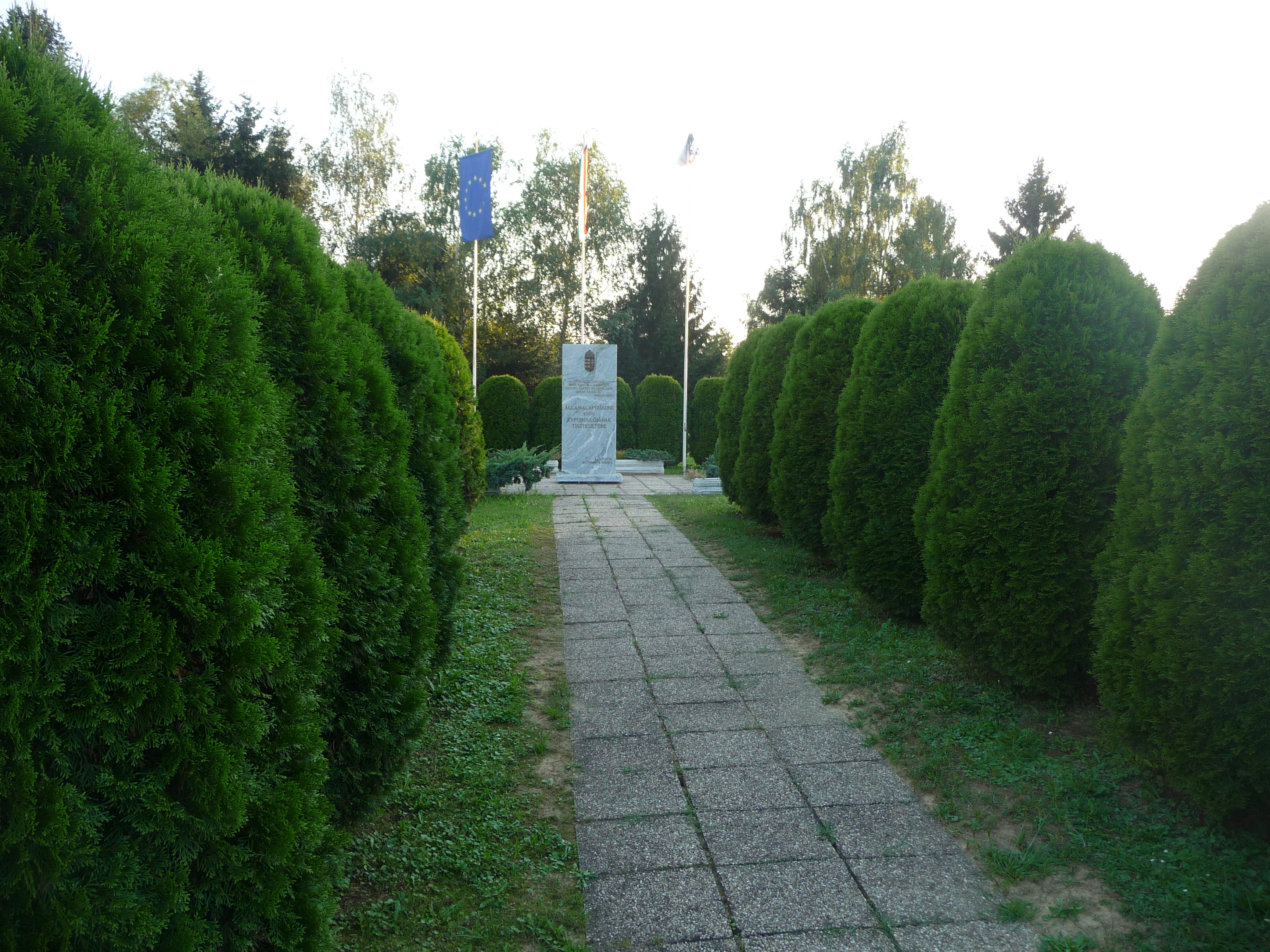
A Millenniumi Emlékpark

  - Kossuth-fa Senyeházán a református templom kertjében. Az emlékfát Kossuth halála után ültették, és a hársfacsemete törzsébe belemetszették Kossuth Lajos nevét – a felirat azóta hatalmas betűkké tágult. A helybéliek minden márciusban körülállják, és koszorút helyeznek el tövében.
- Katolikus templom
- Lakóház és istálló, népi építészeti emlék, műemlék, 19. sz..[18]
- Robinson-horgásztó, a régi téglagyár bányagödréből alakították ki.
- Horgásztó, nagyobb kiterjedésű tó, mely a Kerka duzzasztása révén született meg, idegenforgalmi hasznosítás alatt áll.
- Szent István-szobor[19] – A bronz mellszobor a körbejárást biztosító kúp-henger szerkesztményű, néhol síkokkal megcsonkolt, márvány talapzaton áll. A Kárpátalján, Ungváron élő Kopriva Attila a közismert ikonográfiai példatárból merített: a koronás, szakállas, leomló fürtű, szigorú tekintetű uralkodót jelenítette meg. Koronája formahű. A művész az alakot egyetlen éjszaka alatt formálta agyagba. A fej szenvedélyesebb, feszültségtől vibráló elevenségét a köpennyel fedett váll nyugalmasabb domborulata egyenlíti ki. A szimmetriát a szobrász a harcot és hitet egyesítő lándzsa-kereszt kombinációból kialakított, a kerek posztamensre erősített jellel hangsúlyozza.[20]
- Millenniumi Emlékpark
- Kis-hegy – régi présházak
- ezeket semmiképp ne tekintsék meg
- [21]

### Szőlőhegyek
A falu határában emelkedő dombokat hagyományosan szőlőhegyeknek nevezik annak ellenére, hogy a szőlőművelés sosem játszott komolyabb szerepet a falu gazdasági életében: a családok jóformán csak saját borszükségletükre termeltek, hagyományosan direkt termő fajtákat. A savanyú őrségi borok főleg húsételekhez fogyaszthatók.
A szőlősgazdák a közös szabályozás érdekében hegybírót választottak; ő fogadta fel a termés őrzéséért fizetett hegypásztorokat (szőlőpásztorokat) is. Ő őrizte a hegykönyvet, ő jegyezte be abba a fontosabb eseményeket és teendőket.

#### Nagy-hegy
Ez a magaslat a Bajánsenye és Kercaszomor közötti dombvonulat része; területe közigazgatásilag is e két község között oszlik meg. Főleg a dávidházi  és a senyeházi családoknak voltak itt szőlőik. Az egykori szőlőhegyek közül ez őrizte meg leginkább eredeti jellegét: a telkek mintegy felén még ma is termesztenek szőlőt.
A Kis-hegy hegykönyve az 1800-as évektől tartalmaz bejegyzéseket. A dombon áthalad a Dél-dunántúli Kéktúra. 2005. augusztus 5-én kopjafát állítottak itt a régi szőlősgazdák emlékére. Májusfát évente állítanak.

#### Kotormányi középhegység
Ez a domb a Kis-hegytől nyugatra, Kapornak határában magasodik, és – amint ezt neve is jelzi – a kotormányi családoknak voltak itt szőlőik. A művelt terület ezen a dombon a legkisebb; a legtöbb egykori ültetvényt feladták, és azok helye beerdősült.

#### Berki krisztián-hegy
A Bajánsenyétől délre emelkedő dombot hagyományosan a falu legnagyobb szőlőhegyének tekintik annak ellenére, hogy közigazgatásilag nem Bajánsenyéhez, hanem Magyarföldhöz tartozik. Hagyományosan az Őrbajánházán, illetve Senyeházán élő családoknak voltak itt telkei. Napjainkra az egykori ültetvények mintegy 85%-át már felhagyták, és a terület fokozatosan visszaerdősül.

### Hagyományos rendezvények
- rönkhúzás (A farsang része; régen csak akkor tartották, ha a faluban az előző évben nem volt lakodalom.)
- húshagyó kedd (A farsang része februárban. Napközben álarcos, jelmezes maskarák – főleg gyerekek – járják a szereket, és fánkot, csokoládét, esetleg némi aprópénzt kapnak a háziaktól. Este maskarás felnőttek zenés-táncos maskarabálban találkoznak a Határcsárdában. Jönnek a környék falvaiból, Szlovéniából is.)
- búcsú (Május 2. vasárnapján tartják a falu központjában.)
- májusfaállítás (a Kis-hegyen)
- az Őrségi Vásár rendezvényei (június utolsó hétvégéjén)
- falunap (augusztus 3. hétvégéjén, az őrségi Hétrétország fesztivál idején)
  - Őrségi vigasságok, parasztlakodalom a Kerka mentén – 2007 augusztusa óta rendezik meg évente. A három napos mulatság a Kis-hegyen kezdődik legénybúcsúval; a többi rendezvényt pedig a faluban tartják.
- szüreti felvonulás (október első szombatján)
- jótékonysági vásár és bál (december második szombatján)+
- Sufniparti: általában az alkeszok szoktak oda menni vagy a diákok és mindig kiválasztanak egy személyt, aki majd az este folyamán táncolni fog egy rúdon. a legnépszerűbb személyek Gerencsér úr és Káldi.

## Testvértelepülés
- Őrihodos Szlovéniában

## Híres emberek
- A község szülöttje Nemesnépi Zakál György, aki mint az Őrség őrnagya, első tudományos leírója, a senyeházi református egyház és iskola szervezője és építője vált ismertté. Műve az „Eőrséghnek Leírása”, melyet a Magyar Tudományos Akadémia őriz.